# Stelling van Kolmogorov
De stelling van Kolmogorov', ook Uitbreidingsstelling van Kolmogorov genoemd,, speelt een centrale rol in de kansrekening in verband met het bestaan van kansmaten. De stelling wordt toegeschreven aan Andrej Kolmogorov, maar werd al in in 1919 in een niet-stochastische formulering bewezen door Percy John Daniell. De stelling wordt daarom ook wel de Stelling van Daniel-Kolmogorov genoemd.
De stelling garandeert het bestaan van kansmaten op overaftelbare productruimten, en is dus essentieel voor het bestaan van stochastische processen, telbare en ontelbare productmaten en onafhankelijke gelijkverdeelde stochastische variabelen.

## Stelling
Gegeven een niet-lege indexverzameling {\displaystyle I} en voor {\displaystyle i\in I} borelruimten {\displaystyle (\Omega _{i},{\mathcal {A}}_{i})}. Laat {\displaystyle {\mathcal {E}}(I)} de verzameling zijn van alle niet-lege, eindige deelverzamelingen van {\displaystyle I}. Als een projectieve familie van kansmaten {\displaystyle (P_{J})_{J\in {\mathcal {E}}(I)}} wordt gegeven, dan bestaat er een uniek bepaalde kansmaat {\displaystyle P} op de meetbare ruimte
{\displaystyle (\Omega ,{\mathcal {A}})=\left(\prod _{i\in I}\Omega _{i},\bigotimes _{i\in I}{\mathcal {A}}_{i}\right),}
waarvoor {\displaystyle P_{J}=P\circ (\pi _{J}^{I})^{-1}} voor elke {\displaystyle J\in {\mathcal {E}}(I)}. Hierin geeft {\displaystyle \pi _{J}^{I}} de projectie aan op de componenten van de indexverzameling {\displaystyle J}. Men noteert:
{\displaystyle \varprojlim _{J\uparrow I}P_{J}=P}
en noemt de kansmaat {\displaystyle P} de projectieve limiet.

## Voorbeeld: productmaten op overaftelbare producten
Beschouw een overaftelbare indexverzameling {\displaystyle I} en voor alle {\displaystyle i\in I} borelruimten {\displaystyle (\Omega _{i},{\mathcal {A}}_{i})}, elk voorzien van een kansmaat {\displaystyle P_{i}}, dan kan voor elke {\displaystyle J\in {\mathcal {E}}(I)} de productmaat op eindige producten
{\displaystyle P_{J}=\bigotimes _{i\in J}P_{i}}
geconstrueerd worden op de conventionele manier. De familie van deze productmaten {\displaystyle (P_{J})_{J\in {\mathcal {E}}(I)}} is echter projectief en kan dus volgens de bovenstaande stelling worden uitgebreid tot een unieke kansmaat {\displaystyle P} op
{\displaystyle (\Omega ,{\mathcal {A}})=\left(\prod _{i\in I}\Omega _{i},\bigotimes _{i\in I}{\mathcal {A}}_{i}\right)}
De stelling van Andersen-Jessen geeft een meer algemene uitspraak over het bestaan van willekeurige productmaten, waarbij het gebruik van borelruimten achterwege kan blijven.
1. ↑  Klenke: Waarschijnlijkheidstheorie. 2013, blz. 295.
2. ↑  Schmidt: Meting en waarschijnlijkheid. 2011, blz. 458.
3. ↑  “Maar je moet P.J. Daniell uit Sheffield onthouden” – John Aldrich. Website van het Electronic Journal for History of Probability en Statistieken. Ontvangen 7 november 2015.